# Sigma Bootis
Désignations
Sigma Bootis (σ Boo, σ Bootis) est une étoile de la constellation du Bouvier.
Sigma Bootis est une étoile jaune-blanc de la séquence principale de type spectral F4V avec une magnitude apparente de +4,46. Elle est située à environ ∼ 51,6 a.l. (∼ 15,8 pc) de la Terre.
Située au sud-est de Rho Bootis, Sigma apparaît au premier abord comme une étoile double visuelle, mais la proximité angulaire avec Rho est un simple effet de ligne de visée. Comme beaucoup d'étoiles de son type spectral, Sigma est apparemment une variable de type Delta Scuti, qui varie légèrement sur une période de quelques heures[réf. souhaitée].
Les relevés effectués dans l'infrarouge avec les télescopes spatiaux Spitzer et Herschel n'ont pas permis de détecter un excès d'infrarouge en provenance de l'étoile à une longueur d'onde de 160 μm, qui serait indicatif de la présence d'un disque circumstellaire. Cependant, le relevé HOSTS effectué avec le grand télescope binoculaire a permis la détection d'un excès dans l'infrarouge lointain, indiquant la présence de poussière exozodiacale autour de la zone habitable de l'étoile.
En chinois, 梗河 (Gěng Hé), signifiant Bouclier, fait référence à un astérisme constitué de σ Bootis, ε Bootis et ρ Bootis. Par conséquent, σ Bootis elle-même est appelée 梗河二 (Gěng Hé èr, la deuxième étoile du Bouclier).